# Sonja Schünemann

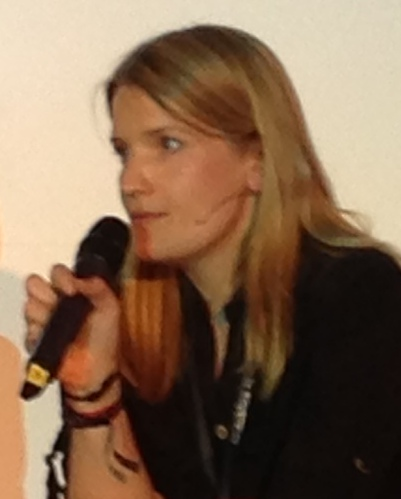
Sonja Schünemann (2013)

Sonja Schünemann (* 7. Juni 1978 in Gelsenkirchen) ist eine deutsche Journalistin und Online-Redakteurin im ZDF-Hauptstadtstudio.

## Leben und Karriere
Schünemann studierte Politologie, Soziologie und Medienwissenschaft an der Heinrich-Heine-Universität Düsseldorf. Im Anschluss daran arbeitete sie als freie Mitarbeiterin beim WDR und bei der Nachrichtenagentur AP. 2006 war sie als Redakteurin bei einer Produktionsfirma tätig, die ein Wissensformat für das Privatfernsehen herstellt. 2007 wechselte sie zum ZDF in die Redaktion von heute.de. 2009 machte sie einen Fernsehkompaktkurs bei der Katholischen Journalistenschule ifp. Seit 2010 ist Schünemann im ZDF-Hauptstadtstudio als Online-Redakteurin bei heute.de beschäftigt.
2012 drehte Schünemann für ZDFinfo zusammen mit Lars Seefeld die Kurzdokumentation Heimliche Piraten über die Politiker Lars Klingbeil, Jimmy Schulz und Dorothee Bär, die Netzpolitik in ihren jeweiligen Parteien machen. Zusammen mit Lars Seefeldt erstellte sie 2012 die Reportage Trollitik – Der miese Ton im Internet.
Schünemann ist eine verantwortliche Redakteurin für den ZDF-Faktencheck.
Für die Bundestagswahl 2013 arbeitete sie an einem crossmedialen Projekt mit dem Titel ZDFcheck. Der Sender wollte damit im anlaufenden Bundestagswahlkampf die Aussagen der politischen Bewerber prüfen – möglichst gemeinsam mit Nutzern im Netz. Das vorgesehene Format wurde aber aufgeschoben oder zu kleinen Einspielungen verändert.
Schünemann ist eine Unterstützerin der Gleichstellungsinitiative Pro Quote.